# モバイルギア
モバイルギア（Mobilegear）は、かつてNECから販売されていたPDAシリーズの名称である。愛称はモバギ。長時間駆動、起動時間の短さ、入力しやすいキーボードで一世を風靡した。

## 概要
MS-DOS搭載のMC-P/MC-MP/MC-K/MC-MKシリーズと、Windows CE搭載のMC-CS/MC-R(MC/R)シリーズに大きく分かれる。これら複数のシリーズは一時並行して販売されていた。
発売からしばらくはヒットしたものの、他のPDAと同様、携帯電話の高機能化とノートパソコンの小型軽量化に挟まれて販売が低迷。2000年（平成12年）12月発売のMC/R550・MC/R450を最後に後継機種は登場せず、2002年（平成14年）3月をもって製造は中止となった。
移動体データ通信を意味するコンピュータ用語Mobileに関して、従前の日本ではアメリカ式発音に近い「モービル（コンピュータ）」と表記されるのが一般的であったが、イギリス式発音に近い名称を持つ本機が一世を風靡した結果、携帯型情報通信機器を指す総称として「モバイル(機器)」という表現が出版物などで用いられるようになった。）。

## MS-DOS搭載機種
MS-DOS6.20上で「UNISHELL（ファイル名UNISHELL.EXE）」と呼ばれるビジュアルシェルを動作させ、PDAとして使えるようになっている。単3アルカリ電池2本で動作し、14400bpsのモデムを内蔵している。当時普及しはじめた電子メールを手軽に送受信できることを売りにしていた。まだ携帯電話の普及率も高くなく、またその携帯電話にメール機能が搭載されるのは1997年4月のことである。
搭載CPUは、x86系のIntel 486SX互換カスタムチップ。アーキテクチャはPC/AT互換とされる。

### MC-P・MC-MPシリーズ
- MC-P1（1996年11月28日）、MC-MP11（1996年11月28日）
  - タッチパネルによるペン操作モデル。キーボードは無い。表示画素数は320×240。UNISHELLを停止する手段がないため、MS-DOSマシンとして使うことはできない。

### MC-K・MC-MKシリーズ

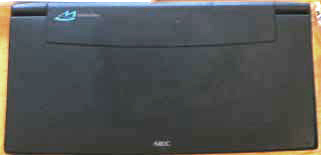
MC-MK32

- MC-K1（1996年4月）、MC-MK11（1996年11月28日）、MC-MK12（1996年11月28日）、MC-MK22（1997年6月25日）、MC-MK32（1997年11月27日）
  - キーボード操作モデル。タッチパネルは非搭載。表示画素数は640×240。16.5mmピッチのキーボードを搭載。
  - MC-K1は筐体が濃紺で「青モバ」と俗称された。これに対し、MC-MK11以降は筐体が黒になり、俗称は「黒モバ」。MC-MK11/12とMK22/32では色調が若干異なる。
  - MC-KおよびMC-MKシリーズは、ユーザーによる解析により、UNISHELLを外して通常のMS-DOSマシンとして使う方法が発見された。これを俗に「DOS化」と呼ぶ。ただし、DOS化によって失われるUNISHELLの拡張機能を補う為、デバイスドライバやパッチ加工など様々な工夫が必要であった。
  - さらに、FreeBSD2.2をベースにした「PocketBSD」も作られた。これにより本格的なUnix互換マシンに変身し、UNIXベースのプログラムのほとんどが動作した。PPPによるインターネット接続も可能であり、ウェブページの閲覧や電子メールのやりとりができた。Xは動作しなかったものの、"MGL"なるグラフィックスライブラリが個人によって作成され、ウィンドウプログラミングも可能になった。

## Windows CE搭載機種
モノクロモデルはSTN4階調表示。カラー液晶モデルは、MC-R500・R510はSTN256色表示、その他はSTN65536色表示。

### MC-CSシリーズ
MC-CSシリーズはMC-MKシリーズに比べて小さく重量は軽いのが特徴。同時期に発売され、ほぼ同じ大きさのライバル機カシオペアAシリーズよりも多少高速で動作した。MC-CSシリーズは3機種が発売されたが、変更点はメモリの増加などマイナーチェンジにとどまっている。
- MC-CS11（1997年6月25日）、MC-CS12（1997年6月25日）、MC-CS13（1997年11月27日）
  - Windows CE 1.0搭載。
  - CPUはMIPSのR4000シリーズ互換のVR4102を搭載。
  - 内蔵メモリのサイズはCS11が4MB、CS12が8MB、CS13が16MB。拡張は不可。
  - 筐体やキーボードはMC-MKやMC-Rシリーズよりも小さい。液晶は480×240。
  - 単3アルカリ電池2本で動作し、CS11以外は14400bpsのモデムを内蔵している。

### MC-R(MC/R)シリーズ

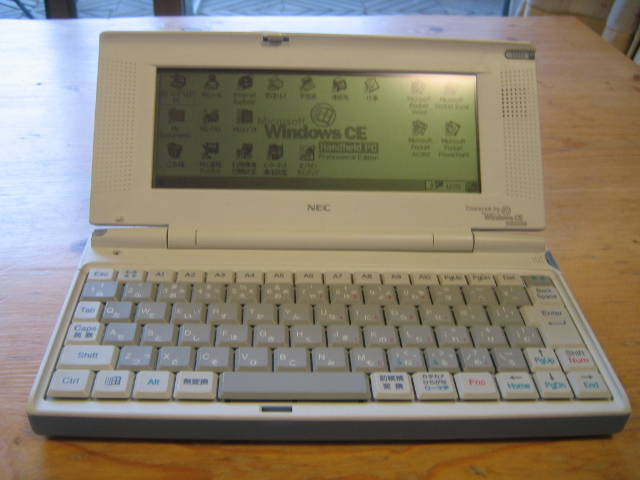
MC/R330

Mobile Gear IIのシリーズ名がある。Windows CE 2.0以降を搭載。内蔵モデムは56kbps対応。全機種ともPCカードスロットを1つ装備。MC/R320・MC/R330以外はCFカードスロットも1つ装備。CPUはMIPSのR4000シリーズ互換のVR4111またはVR4121を搭載。MC-R700シリーズを除いて、筐体・キーボード・液晶(640x240)ともMC-K・MC-MKシリーズとほぼ同じであった。
- MC-R300シリーズ　……MC-R300（1998年3月20日）、MC/R320、MC/R330
  - モノクロ液晶搭載モデル。単3アルカリ電池2本で動作する。MC-R300のみバックライト搭載。
- MC-R400シリーズ　……MC/R430、MC/R450
  - カラー液晶モデル。PostPet等、個人向けのアプリケーションソフトをインストールしたモデル。
  - MC/R450はインストールされているソフトウェア以外、MC/R550と全く同一の性能。
- MC-R500シリーズ　……MC-R500、MC-R510、MC-R520、MC/R530、MC/R550
  - カラー液晶モデル。
  - MC/R550のみ標準のRAM容量が32MBに強化され、ユーザーが自由に読み出し、書き込みのできるフラッシュROM（16MB)が新たに搭載されている。
  - 専用の増設RAMボードを装着することにより、MC/R550が最大48MB、それ以前の機種は最大32MBまでRAM容量の増設が可能。
- MC-R700シリーズ　……MC-R700、MC/R730、MC/R730F（1999年11月29日）
  - カラー液晶モデルで、800×600ドットの液晶を搭載したB5サイズモデル。USBホスト機能を搭載。

搭載OS一覧

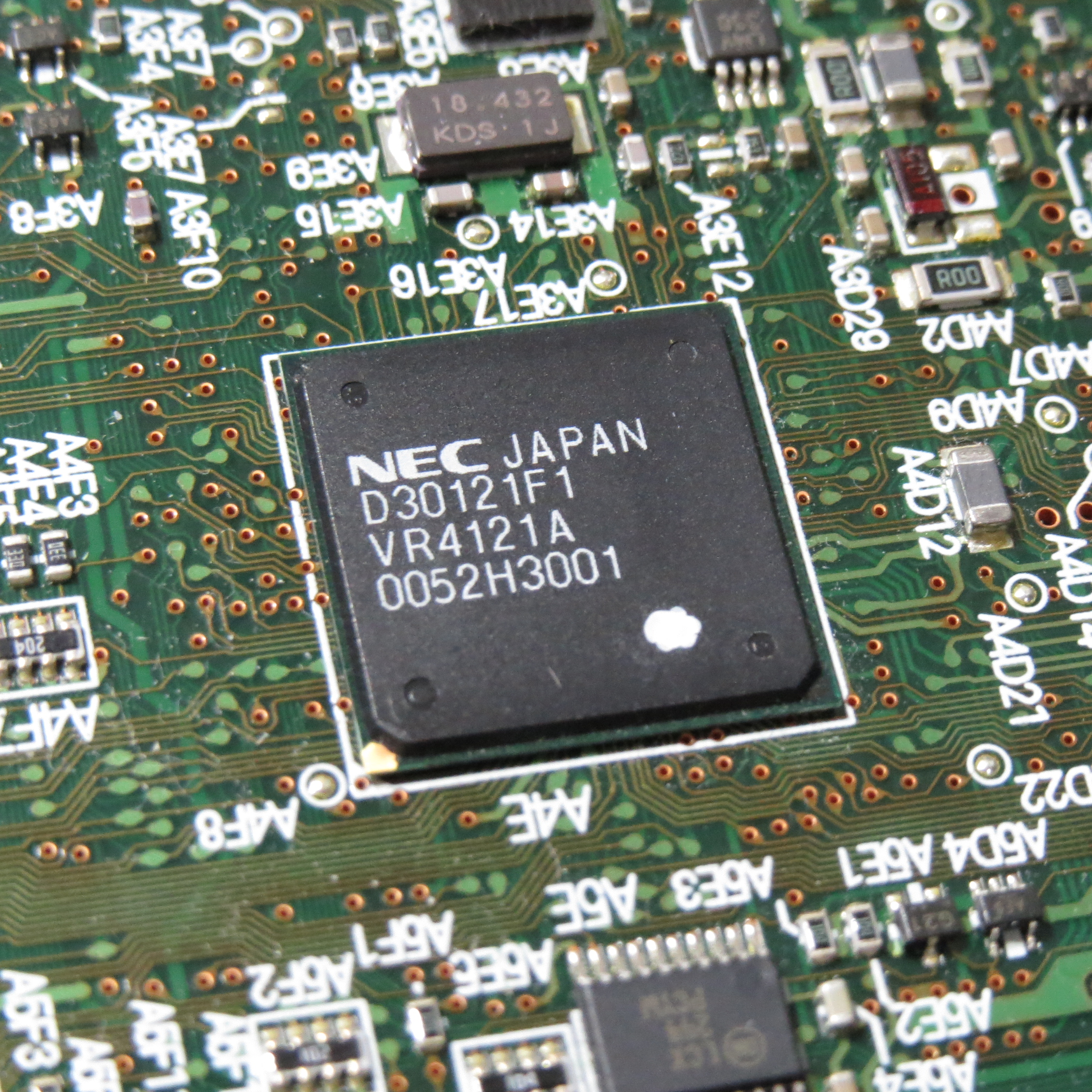
VR4121

- MC-VR4121R300、MC-R500、MC-R510はWindows CE 2.01搭載 （後にWindows CE 2.11へのアップグレードサービスが有償で行われた）
- MC/R320、MC/R330、MC/R430、MC-R520、MC/R530、MC/R700、MC-R730/730FはWindows CE 2.11 (Handheld PC Professional Edition Version 3.0)搭載
- MC-R450、MC-R550はWindows CE 3.0(Windows for Handheld PC 2000)搭載

搭載CPU一覧
- MC-R300、MC-R500はVR4111（MIPSのR4000シリーズ互換）
- MC-R300、MC-R500以外はVR4121（MIPSのR4000シリーズ互換）
- 同じVR4121搭載機でもクロック数が異なっており、MC-R510、MC-R520、MC/R530は131MHz、MC/R550が168MHzとなっている。

## モバイルギアをベースにした別ブランドの機種

### MobileGear for DoCoMo

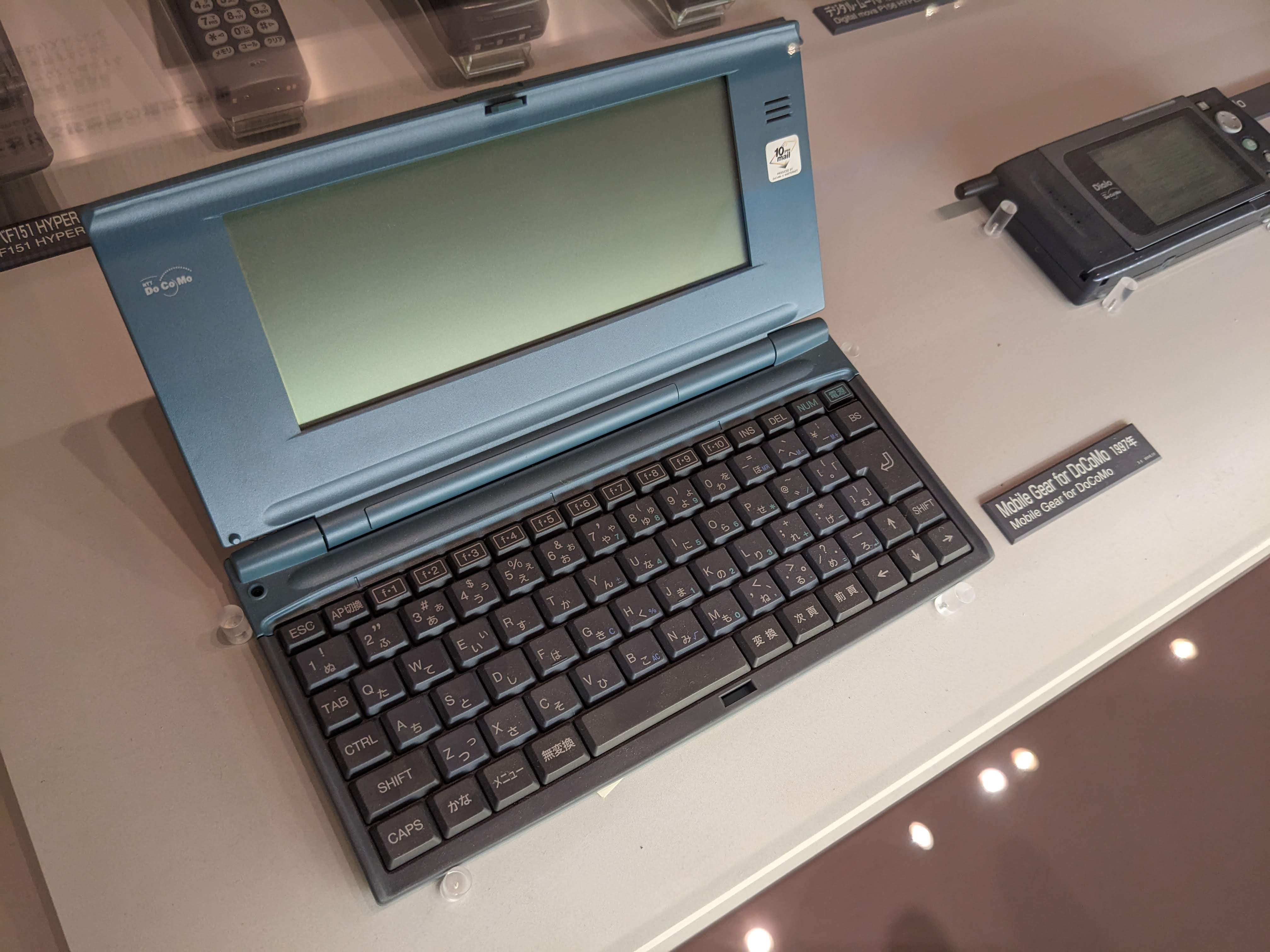
MobileGear for DoCoMo

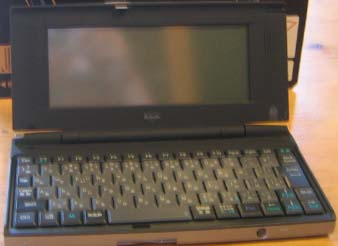
MobileGear II for DoCoMo

NTTドコモの端末と連携して使用する製品として、MobileGearをベースに製造され、NTTドコモから販売された製品である。ベースモデルとほぼ同じ仕様・外観だが、携帯電話を接続するコネクタが付き、代わりに内蔵モデムが外されている。また、筐体はNEC直販機種にはない濃緑色が採用された。
- MobileGear for DoCoMo
  - MC-MKシリーズ（MC-MK12といわれている）がベース。
- MobileGearII for DoCoMo
  - MC-R300がベース。

### シグマリオン（sigmarion）
MobileGear for DoCoMo同様、NTTドコモの携帯・PHSと接続して使用する製品として、NECが製造し、NTTドコモから販売された製品である。MobileGearのMC-Rシリーズを元にしているとされるが、ほぼベース機と同じ仕様である「MobileGear for DoCoMo」とは違って、モバイルギアとは筐体サイズ・外観・仕様とも大きく異なっている。キーピッチは14.1mm。
- シグマリオン（初代）
  - 搭載OSはWindows CE 2.11 (Handheld PC Professional Edition Version 3.0)。CPUはMIPS(VR4121)、液晶はSTN256色で解像度640×240のハーフVGA。筐体はゼロハリバートンデザイン。ヒンジ部の強度が極端に弱く、通常使用していてもヒビが入って破損することがある。
- シグマリオンII
  - 搭載OSはWindows CE 3.0（Windows for Handheld PC 2000）。CPUはMIPS(VR4131)、液晶はHPA256色で解像度640×240のハーフVGA。筐体は引き続きゼロハリバートンデザイン。ヒンジの問題は同様[1]。カラーは最初に発売されたサテンシルバーの他、ポリッシュブルー、ポリッシュガンメタリックの計3種類ある。
- シグマリオンIII
  - 搭載OSはWindows CE.NET 4.1。CPUはStrongARM(PXA255)、液晶はTFT65536色で解像度800×480のワイドVGA。GUIはWindows XP風の独自のもので、正確には「Handheld PC」ではなくなったが、ある程度互換性があり、一部のARM搭載Handheld PC用アプリケーションはそのまま動作した。筐体の形状を新たに作り直した結果、初代やIIよりも薄く小さくなり、初代の問題点であったヒンジの強度も改善された。